# Cavallo di ritorno (linguistica)
In linguistica, un cavallo di ritorno o prestito di ritorno è un lemma che, dopo essere stato adottato in una lingua come prestito, torna alla lingua originaria, generalmente presentando nuova forma e significato.
Un esempio di cavallo di ritorno in italiano è la parola portfolio. Partendo dall'italiano porta foglio, risulta attestata in inglese per la prima volta nel 1713 come porto folio con significato di ‘contenitore di fogli sfusi’. Nel 1781 se ne registra un uso univerbato con significato di ‘insieme dei documenti di un Ministero’ e nel 1893 è sicuramente attestata col significato moderno di ‘gruppo selezionato di opere mostrate da un libero professionista ad un potenziale committente’. Rientrerà in italiano, con lo stesso nuovo significato acquisito in inglese, nel 1983.
Altri esempi di cavalli di ritorno sono:
- antico francese tennez! ‘tenere.2PL.IMP’ > inglese 1440 ca. tennis > francese tennis
- inglese animation ‘animazione’ > giapponese アニメーション (animēshon) → アニメ(anime) ‘film d’animazione giapponese’ > ing. 1985 anime ‘id’
- giapponese 神風 /kamiˈkaze/ ‘vento divino’ > inglese kamikaze ‘persona che compie un attacco suicida’ > giapponese kamikaze ‘id’
- antico greco (káryon) pontikón ‘noce del Ponto, nocciola’ > turco findik ‘nocciola’ > neogreco fountoukì ‘nocciola’[4]
- italiano disegno > inglese 1580 (industrial) design > italiano 1954 design (industriale)

## Ritorni dal latino
I cavalli di ritorno stricto sensu, come quelli riportati negli esempi di sopra, non vanno confusi con quelli che potremmo definire cavalli purosangue, ovvero quelle parole che partite dal latino hanno finito per tornare in italiano passando o meno per altre lingue.
L'elemento che permette di riconoscere se un prestito è di ritorno oppure no, infatti, risiede nel fatto che la lingua di partenza sia la stessa nella quale il prestito ritorna secondo un passaggio A → B → A. Essendo il latino e l'italiano due lingue diverse (imparentate, ma diverse) un esempio come sport (dal latino deportāre, "uscire fuori porta") non può essere considerato un cavallo di ritorno per l'italiano. La voce è infatti entrata in inglese dal francese desport ("svago"), acquisendo poi il significato contemporaneo e tornando sia in francese che in italiano. Sarà pertanto un cavallo di ritorno in francese perché dal francese è partito il termine originario. Non lo sarà invece in italiano, perché l'antenato deportāre era una parola appartenente ad una lingua strutturalmente diversa dall'italiano moderno.